# Polyblastus bipunctatus
Polyblastus bipunctatus är en stekelart som beskrevs av Gabriel Strobl 1903. Polyblastus bipunctatus ingår i släktet Polyblastus och familjen brokparasitsteklar. Inga underarter finns listade i Catalogue of Life.